# マーガレット・クロスランド
マーガレット・クロスランド（英語: Margaret Crosland Berezowski、1939年7月27日 - 2024年1月14日）、婚氏バードセル（Birdsell）は、カナダ出身のフィギュアスケート選手（女子シングル）。カナダ選手権2連覇（1958年-1959年）。
2022年に多系統萎縮症（MSA）と診断され、2024年1月14日にカルガリーの病院で死去。84歳没。

## 主な戦績
| 大会/年      | 1954-55 | 1955-56 | 1956-57 | 1957-58 | 1958-59 |
| ------------ | ------- | ------- | ------- | ------- | ------- |
| 世界選手権   |         |         | 14      | 13      | 11      |
| カナダ選手権 | 3       | 1 J     | 3       | 1       | 1       |
| 北米選手権   |         |         | 5       |         | 6       |